# August Burmeister
August Burmeister (* 14. April 1888 in Hagenow Heide; † 2. Dezember 1970 in Rostock) war ein deutscher Lehrer, Museumsführer, Kunstsammler und -förderer.

## Leben
August Burmeister besuchte das Lehrerseminar in Neukloster und war danach Lehrer an verschiedenen Volks- und Bürgerschulen. Ab 1923 unterrichtete er in Rostock an der Vorstädtischen Knabenschule. 1946 wurde er Lehrmittel-Inspektor für den Kreis Rostock-Land. Nach seiner Pensionierung im Jahr 1953 war er als Museumsführer am Kulturhistorischen Museum Rostock weiter tätig.
August Burmeister war über viele Jahre ein Förderer des Malers Rudolf Bartels und zudem Sammler seiner Werke. Die von ihm gesammelten Werke Bartels’ bilden heute einen Teil der Dauerausstellung im Kunstmuseum Schwaan. Seine Sammlung sowie die der Familie des  Museologen Johann Joachim Bernitt wurden 2005 in einem Buch vorgestellt von der Kunsthistorikerin Lisa Jürß, bis 2000 stellvertretende Direktorin des Staatlichen Museums Schwerin.

## Schriften (Auswahl)
- Rostock, Warnemünde. Den Teilnehmern an der Pfingsttagung 1932 gewidmet vom Rostocker Lehrerverein. Hinstorff, Rostock 1932.
- Rostock, die Stadt der sieben Türme. In: Aus unserer Heimat. Eberhardt, Wismar 1933, ZDB-ID 2388787-4.
- Museum der Stadt Rostock (Hrsg.): Heinrich Engel: Malerei, Grafik. Ostsee-Druck, Rostock 1960.